# Kravari (Bitola)
Kravari (en macédonien Кравари) est un village du sud-est de la Macédoine du Nord, situé dans la municipalité de Bitola. Le village comptait 880 habitants en 2002.

## Démographie
Lors du recensement de 2002, le village comptait :
- Macédoniens : 871
- Turcs : 7
- Albanais : 1
- Serbes : 1